# Torianita
A Torianita (ThO2) é um mineral raro, composto por óxido de tório, contendo hélio e os óxidos de urânio, lantânio, cério e didímio. Ocorre em margens de rios do Sri Lanka, na forma de pequenos cristais e em Madagascar na forma de cristais maiores (máximo de 6 cm e 2.2 kg).